# Илес (посёлок железнодорожной станции)
Илес — посёлок железнодорожной станции в Приморском районе Архангельской области. Входит в состав Лисестровского сельского поселения.

## География
Посёлок железнодорожной станции Илес расположен на юге Приморского района. К юго-востоку от посёлка Илес находится посёлок Брусеница Холмогорского сельского поселения Плесецкого района, к юго-западу — СОТ «Рябинушка» и СОТ «Магистраль», к север-западу — бывший танкодром, к северу — СОТ «Лахтинское».
В посёлке находится станция Илес Северной железной дороги.

## Население
| 2002 | 2010 | 2012 |
| ---- | ---- | ---- |
| 7    | ↘2   | ↗4   |

### Карты
- Илес на карте Wikimapia
- Топографическая карта Q-37-142-C,D